# 배드 럭 뱅잉
배드 럭 뱅잉(Babardeala cu bucluc sau porno balamuc, Bad Luck Banging or Loony Porn)은 루마니아에서 제작된 라드 주드 감독의 2021년 코미디 드라마 영화이다. 아다 솔로몬 등이 제작에 참여하였다. Katia Pascariu, Claudia Ieremia, Olimpia Mălai가 주연으로 출연하였다.
2021년 3월 제71회 베를린 국제 영화제에서 전 세계 초연되었으며 주 경쟁 부문에서 황금곰상을 수상했다. 지난 9년 간 황금곰상을 3번째로 수상한 루마니아의 영화이다.
극단적으로 성적 수위가 높다. 21세기 영화를 통틀어서 손에 꼽을 정도라고 해도 과언이 아닐 정도.

## 출연진

### 주연
- 카티아 파스칼리우 - 에미 역
- 클라우디아 이레미아 - 교장 역
- 올림피아 말라이 - 루시아 부인 역
- 니코딤 웅구레아누 - 게오르게스쿠 대령 역

### 조연
- 안디 바슬루이아누
- 알렉산드루 포토신